# Neil Armstrong
(Armstrong poco dopo aver messo piede sulla Luna, il 20 luglio 1969. · )
Neil Alden Armstrong (Wapakoneta, 5 agosto 1930 – Cincinnati, 25 agosto 2012) è stato un astronauta e aviatore statunitense, primo uomo a posare piede sulla Luna alle 02:56:15 UTC del 21 luglio (22:56:15 EDT del 20 luglio) 1969.
Prima di diventare un astronauta, Armstrong fu ufficiale della United States Navy e partecipò alla guerra di Corea. Dopo la guerra, conseguì una laurea di primo livello presso la Purdue University e servì come pilota collaudatore presso il National Advisory Committee for Aeronautics, dove effettuò più di 900 voli. Successivamente completò gli studi alla University of Southern California.
Partecipante ai programmi Man In Space Soonest della U.S. Air Force, con il quale gli statunitensi si proponevano di vincere la corsa allo spazio nei confronti dei sovietici, e del Boeing X-20 Dyna-Soar, per lo sviluppo di uno spazioplano, Armstrong entrò a far parte del NASA Astronaut Corps nel 1962. Il suo primo volo spaziale fu in qualità di comandante della missione Gemini 8 e fu uno dei primi civili a divenire astronauta. Durante questa missione, Armstrong e il pilota David Scott effettuarono il primo aggancio fra due navi spaziali in orbita.
La sua seconda e ultima missione spaziale, nel luglio del 1969, lo vide comandante dell'Apollo 11, che realizzò il primo allunaggio con uomini del Programma Apollo. Nella missione, insieme con Buzz Aldrin, Armstrong effettuò un'attività extraveicolare sul suolo lunare per 2 ore e mezzo, mentre il terzo membro dell'equipaggio, Michael Collins, era rimasto in attesa sul modulo di comando in orbita intorno alla Luna. Al ritorno sulla Terra, ad Armstrong, così come ai suoi due compagni di missione Collins e Aldrin, fu conferita la Medaglia presidenziale della libertà dal presidente Richard Nixon. Ricevette inoltre la Congressional Space Medal of Honor nel 1978 da Jimmy Carter e la Medaglia d'oro del Congresso nel 2009.

## Le origini
Neil Armstrong nacque il 5 agosto del 1930 a Wapakoneta, in Ohio, da Stephen Koenig Armstrong (1907-1990) e Viola Louise Engel (1907-1990), con antenati tedeschi e scozzesi. Ebbe due fratelli più giovani, June e Dean. Il padre Stephen lavorava come revisore dei conti per il governo dello Stato dell'Ohio (la madre Viola era casalinga), e nei 15 anni successivi alla nascita di Neil la famiglia si dovette trasferire ripetutamente nello Stato in 20 diverse città. La sua passione per il volo sorse e si sviluppò in quegli anni: ad appena due anni il padre lo portò alle National Air Races di Cleveland ed ebbe la sua prima esperienza di volo a soli 6 anni su un Ford Trimotor a Warren.
Nel 1944, Armstrong e la sua famiglia tornarono stabilmente a Wapakoneta, dove Neil frequentò la Blume High School e prese le prime lezioni di volo nell'aeroporto della contea. Ricevette il suo primo brevetto di volo a soli 15 anni, ancor prima di avere l'età legale per la patente di guida. Neil Armstrong fu uno scout (come pure Buzz Aldrin) e ricordò la propria esperienza dal modulo Columbia in viaggio verso la Luna, quando salutò gli scout che in quello stesso periodo stavano partecipando al Jamboree inviando loro, alle ore 8:15 del 18 luglio 1969, il messaggio: «Vorrei salutare tutti i miei colleghi Scout e Capi Scout al Farragut State Park in Idaho dove si sta svolgendo il Jamboree Nazionale questa settimana; e Apollo 11 vuole mandar loro i suoi migliori auguri.» cui il Centro di controllo di Houston rispose: « Sicuramente lo apprezzeranno». Inoltre, tra i pochi oggetti personali che Armstrong scelse di portare con sé nel viaggio verso la Luna e ritorno ci fu un distintivo scout.
Nel 1947 Armstrong incominciò a studiare ingegneria aeronautica alla Purdue University, dove fece parte di due confraternite, la Phi Delta Theta e la Kappa Kappa Psi. Fu la seconda persona della sua famiglia a frequentare il college. Era stato ammesso anche al Massachusetts Institute of Technology, ma l'unico ingegnere che Neil conosceva lo aveva dissuaso dal frequentarlo, convincendolo che non sarebbe stato necessario andare a Cambridge per avere una buona formazione. Armstrong pagò la retta universitaria partecipando al Piano Halloway, nell'ambito del quale, dopo due anni di studio, i candidati avrebbero prestato 3 anni di servizio militare, per poi laurearsi nei due anni seguenti. Alla Purdue ottenne voti nella media, con un rendimento scolastico altalenante durante gli otto semestri di studio e i migliori risultati raggiunti nei primi quattro semestri successivi al ritorno dalla guerra di Corea. Conseguì la laurea di primo livello nel corso di ingegneria aeronautica nel 1955, e nel 1970 gli venne riconosciuto dalla University of Southern California un Master of Science in ingegneria aerospaziale. Durante la sua vita ricevette inoltre vari riconoscimenti accademici onorari da numerose università.

## Servizio nella marina militare statunitense
La chiamata alle armi in marina per Neil giunse il 26 giugno 1949 e lo portò alla base di Pensacola per l'addestramento al volo. Il periodo di addestramento durò 18 mesi, durante i quali si abilitò all'atterraggio sulle portaerei USS Cabot e USS Wright. Il 16 agosto 1950, due settimane dopo il suo ventesimo compleanno, Armstrong ottenne la qualifica di aviatore della marina statunitense.
Inizialmente assegnato al Fleet Aircraft Service Squadron 7 della Naval Air Station North Island di San Diego, fu successivamente trasferito al Fighter Squadron 51, uno squadrone composto da soli jet. Effettuò il suo primo volo su questo tipo di velivoli a bordo di un Grumman F9F Panther il 5 gennaio 1951. In giugno compì il suo primo atterraggio a bordo di un jet su una nave portaerei, la USS Essex, ricevendo pochi giorni dopo la sua prima promozione di grado, passando da guardiamarina a tenente. Entro la fine del mese sarebbe salpato sulla Essex con il suo squadrone diretto in Corea, dove avrebbe dato supporto con attacchi aerei al suolo.
La prima missione di Armstrong nella Guerra di Corea fu una ricognizione fotografica su Kimch'aek datata 29 agosto 1951. Il 3 settembre 1951 compì una missione di ricognizione con l'aereo armato per intercettare le principali arterie di trasporto verso gli impianti di stoccaggio a sud del villaggio di Majon-ni, a ovest di Wŏnsan. Mentre effettuava un bombardamento basso alla velocità di 560 km/h il suo F9F Panther fu colpito dalla contraerea e nel tentativo di riprendere il controllo del jet, Armstrong andò ad impattare su un ostacolo a circa 6 metri dal suolo, che portò via circa un metro dell'ala destra del Panther. Riuscì comunque a tornare in territorio amico, ma a causa della perdita dell'alettone la sua unica opzione di salvezza fu l'abbandono del velivolo usando il seggiolino eiettabile. Avrebbe voluto atterrare sull'acqua e attendere il recupero da parte di un elicottero, per poi essere portato al vicino aeroporto di Pohang, ma il seggiolino invece toccò il terreno, e Armstrong fu soccorso da un suo compagno di stanza della scuola di volo a bordo di una jeep, mentre non è noto il destino del relitto dell'aereo che aveva abbandonato.
Durante la guerra Armstrong partecipò a 78 missioni per un totale di 121 ore di volo, molte delle quali nel gennaio del 1952. Fu decorato con la Air Medal per la partecipazione a 20 missioni di combattimento, con la Gold Star per le 20 missioni successive e con la Korean Service Medal. Armstrong lasciò la marina militare statunitense il 23 agosto 1952, a 22 anni, entrando a far parte della riserva navale con il grado di sottotenente di vascello, ruolo dal quale si ritirò definitivamente il 21 ottobre 1960.

## Pilota collaudatore

Foto di Armstrong del 20 novembre 1956, scattata mentre prestava servizio come pilota collaudatore presso la NACA High-Speed Flight Station della Edwards Air Force Base, in California

Dopo la laurea alla Purdue University, Armstrong decise di diventare un pilota di velivoli sperimentali, facendo domanda presso la National Commitee for Aeronautics High-Speed Flight Station alla Edwards Air Force Base in California. Poiché in quel momento non vi erano posizioni aperte disponibili fu trasferito al Glenn Research Center di Cleveland, dove incominciò a lavorare nel marzo del 1955. Nel luglio dello stesso anno fece ritorno alla Edwards Air Force Base per il suo nuovo lavoro.
I primi incarichi di Armstrong alla Edwards furono la scorta in volo ad alcuni velivoli sperimentali modificati a partire da bombardieri. Lo stesso Armstrong volò a bordo di uno di questi aerei e fu in una di queste missioni che incorse nel suo primo incidente alla Edwards. Il 22 marzo 1956 egli si trovava su un Boeing B-29 Superfortress che avrebbe dovuto sganciare in volo un Douglas D-558-2 Skyrocket; lui sedeva nella postazione di destra, mentre il comandante Stan Butchart in quella di sinistra. Saliti alla quota di 9,1 km il motore numero 4 si bloccò e l'elica corrispondente incominciò a ruotare liberamente nel flusso d'aria. Butchart azionò il comando che avrebbe dovuto interrompere il moto dell'elica, ma si accorse che dopo un iniziale rallentamento questa aveva ripreso a girare, addirittura con velocità superiore rispetto alle altre eliche in quel momento attive. L'aereo avrebbe dovuto raggiungere la velocità di 338 km/h per poter sganciare il carico e, ovviamente, non avrebbe potuto effettuare un atterraggio con il carico ancora agganciato sotto la fusoliera. Armstrong e Butchart tentarono allora di incrementare la velocità con una leggera picchiata, per poi lanciare lo Skyrocket. Al momento del lancio, tuttavia, l'elica del motore numero 4 si disintegrò e i frammenti prodotti dall'evento danneggiarono il motore numero 3 e colpirono anche il numero 2. Armstrong e Butchart furono quindi costretti a spegnere il terzo motore, danneggiato, ma anche il primo, a causa della torsione squilibrata che avrebbe altrimenti generato. Riuscirono infine a salvarsi con un atterraggio di fortuna utilizzando il solo motore 2 e planando lentamente in circolo.
Il primo volo a bordo di un aerorazzo lo effettuò il 15 agosto del 1957, sul Bell X-1B, con il quale raggiunse un'altitudine di 18,3 km. Durante l'atterraggio, come accaduto già numerose volte in precedenza a causa dei problemi strutturali del velivolo, il carrello si ruppe. In seguito pilotò il North American X-15, prendendone i comandi per sette volte prima del settembre 1962, nella penultima delle quali raggiunse la quota di 63,2 km.
Armstrong venne coinvolto in una serie di incidenti che successivamente sarebbero entrati a far parte del folclore della base Edwards e che saranno ricordati nelle memorie di alcuni suoi colleghi. Il primo di questi avvenne quando era ai comandi di un X-15 il 20 aprile 1962 per provare un dispositivo di controllo automatico del velivolo. Armstrong si portò con l'aereo alla quota di 68 km (la più alta da lui mai raggiunta prima delle sue esperienze quale astronauta), ma mantenne alto il muso del velivolo troppo a lungo durante la discesa, e l'X-15 di conseguenza rimbalzò alla quota di 43 km. A quell'altitudine l'atmosfera è talmente tenue, che le superfici aerodinamiche non hanno quasi alcun effetto. Sorvolò il sito di atterraggio alla velocità Mach 3 (3200 km/h) e alla quota di 30 km, finendo poi a 64 km a sud della base. Dopo aver diminuito abbastanza la quota di volo, Armstrong invertì la rotta e tornò alla base, dove atterrò evitando per pochissimo di colpire le chiome di alcune Yucca brevifolia, compiendo il più lungo volo di un X-15 per tempo e distanza percorsa.
Quattro giorni dopo, Armstrong fu coinvolto in un secondo incidente mentre era in volo, per la prima e unica volta, con Chuck Yeager, che era al comando di un Lockheed T-33 Shooting Star. Il loro compito era di valutare l'utilizzo del letto di un lago prosciugato per un eventuale atterraggio di emergenza di un X-15. Nella propria biografia Yeager scrisse che sapeva che il letto del lago sarebbe stato inagibile per un atterraggio a causa delle recenti piogge, ma che Armstrong aveva insistito per compiere la manovra comunque. Tentando un touch and go (manovra con la quale un aeroplano viene portato al suolo senza arrestarsi completamente, per poi decollare nuovamente) le ruote del velivolo si bloccarono e i due dovettero attendere i soccorsi per essere recuperati. Armstrong invece fornì una versione differente degli eventi accaduti quel giorno: Yeager non avrebbe mai fatto accenno all'impraticabilità del terreno, e dopo un primo atterraggio con successo nella porzione orientale del lago, Yeager gli avrebbe detto di voler provare di nuovo, stavolta a velocità inferiore. Al secondo tentativo l'aereo si sarebbe bloccato nell'atterraggio e Yeager sarebbe scoppiato in una crisi di riso isterico.

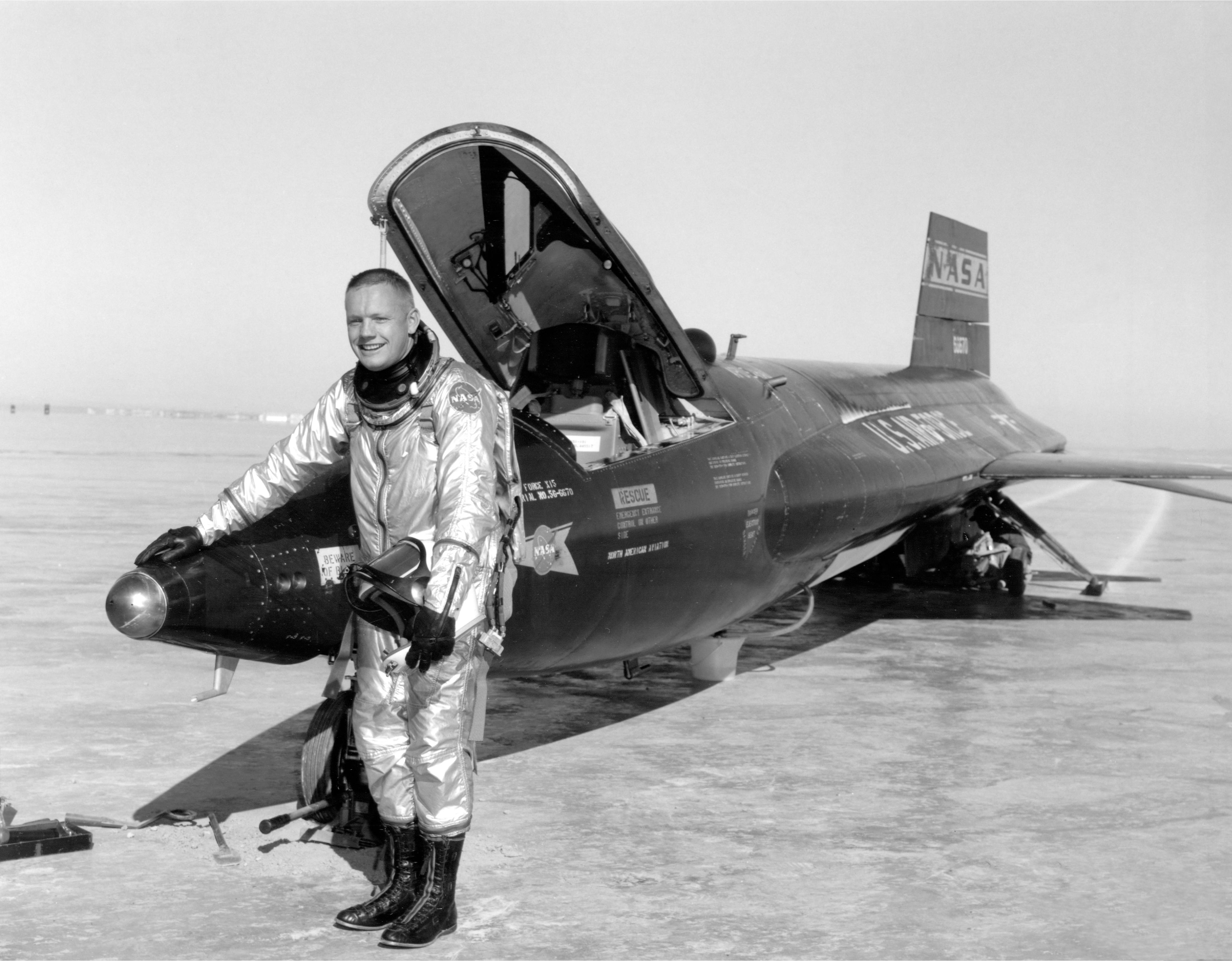
Armstrong a 29 anni sorride davanti a un X-15 dopo un volo sperimentale il 9 dicembre 1960

Molti piloti collaudatori espressero stima per le abilità ingegneristiche di Armstrong: secondo Milt Thompson, Neil è stato il più abile pilota dei primi X-15; secondo Bill Dana, "aveva una mente che assorbiva le cose come una spugna". Chi proveniva dalle forze aeree militari, invece, tendeva ad avere un'opinione differente del futuro astronauta, specialmente coloro, come Yeager e Pete Knight, che non avevano mai frequentato un corso di laurea in ingegneria. Knight in particolare aveva affermato che i piloti ingegneri volavano in maniera "molto meccanica rispetto a come avrebbe dovuto essere il volo", la loro abilità al volo non era istintiva e conseguentemente alcuni di essi finivano in situazioni rischiose.
Il 21 maggio 1962, Armstrong venne coinvolto infine in quello che nel folclore della base Edwards è diventato noto come l'"affare Nellis". Mentre si trovava in volo con un Lockheed F-104 Starfighter per ispezionare un altro lago asciutto, anche questa volta per sperimentare la possibilità di un atterraggio di emergenza, Armstrong non identificò correttamente la quota alla quale si trovava e non si accorse che il carrello d'atterraggio non era completamente fuoriuscito. Mentre l'aereo toccava terreno il carrello dunque si ritrasse, costringendo il pilota a ridare potenza ai motori per guadagnare quota; nell'urto con il suolo, tuttavia, la radio si era danneggiata e si era verificata una perdita di fluido idraulico. Senza contatto radio, Armstrong si diresse verso la base militare di Nellis, segnalando con le ali che non gli era possibile comunicare a terra. La perdita di fluido idraulico aveva causato il rilascio del gancio di coda del velivolo, che durante l'atterraggio trascinò via la catena d'arresto ancorata sulla pista. Ci vollero almeno 30 minuti per ripulire la pista dai detriti e per ripristinare un altro cavo di arresto. Armstrong telefonò quindi alla base di Edwards affinché fosse inviato qualcuno a recuperarlo e dalla base partì Milt Thompson a bordo di un F-104B, l'unico aereo libero in quel momento che avesse a disposizione due posti, che tuttavia Thompson non aveva mai pilotato prima. Con grosse difficoltà il pilota incaricato del recupero arrivò a Nellis, ma un forte vento laterale gli causò un atterraggio troppo brusco facendo esplodere una delle gomme del carrello. La pista dovette essere nuovamente chiusa e ripulita, mentre dalla base Edwards nel frattempo partì Bill Dana con un T-33 Shooting Star. Tuttavia, anche Dana incorse in ulteriori problemi nell'atterraggio e il comando di Nellis decise che, per evitare ulteriori danni, si sarebbe incaricata la base stessa di riportare i tre piloti alla Edwards via terra.
Armstrong effettuò complessivamente 7 voli a bordo dell'X-15, raggiungendo l'altitudine massima di 68,2 km a bordo dell'X-15-3 e la velocità di punta di Mach 5,74 (6615 km/h) sull'X-15-1; lasciò il Dryden Flight Research Center con un totale di 2 400 ore di volo, e in tutta la sua carriera volò con 200 modelli differenti di aereo.

## Carriera da astronauta

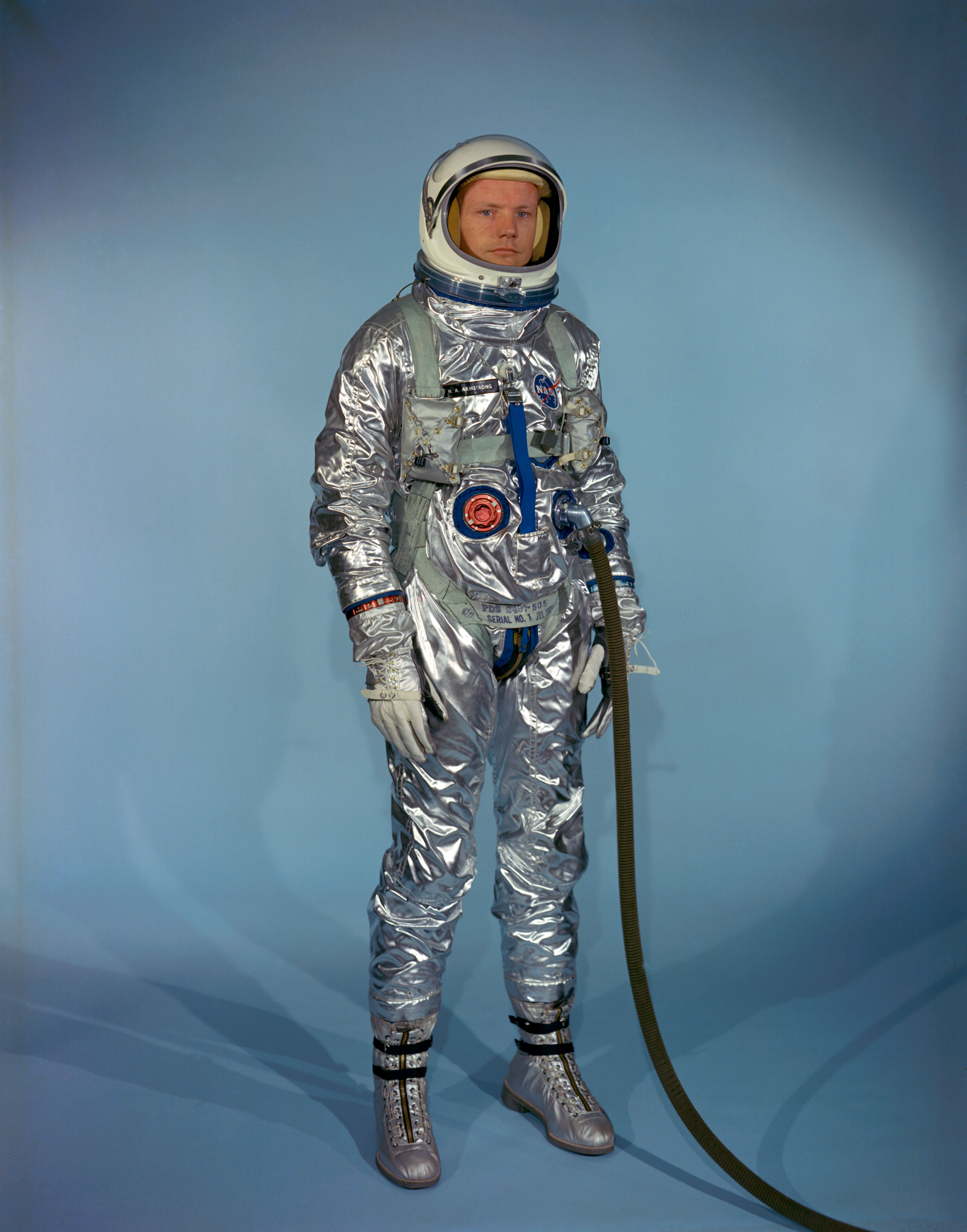
Armstrong con un modello provvisorio di tuta usato per il Programma Gemini il 2 marzo 1964

Già nel 1958 Armstrong fu inserito nel programma Man In Space Soonest della U.S. Air Force con il quale gli statunitensi si prefiggevano di battere i sovietici nella corsa allo spazio. Nel 1960 fece parte dei piloti consulenti per il Boeing X-20 Dyna-Soar, uno spazioplano militare, mentre nel 1962 fu indicato come uno dei sei piloti ingegneri che avrebbero potuto pilotarlo.
Nei mesi successivi all'annuncio della formazione di una nuova squadra di aspiranti astronauti, Armstrong era molto eccitato alla prospettiva di partecipare al Programma Apollo per le nuove frontiere dell'astronautica che la sfida avrebbe aperto. Armstrong presentò la propria candidatura il 1º giugno 1962, con i termini per la presentazione scaduti una settimana prima, ma Dick Day, un suo camerata alla base Edwards, in quel momento impiegato al Manned Spacecraft Center, vedendo l'arrivo tardivo della domanda la inserì insieme con le altre prima che qualcuno se ne accorgesse. Presso la Brooks City-Base Armstrong passò poi una visita medica giudicata da molti dei candidati come dolorosa e probabilmente inutile.
Donald Kent Slayton chiamò Armstrong il 13 settembre del 1962 domandandogli se fosse interessato a unirsi al gruppo di astronauti della NASA che i giornalisti avevano ribattezzato New Nine, e Armstrong senza esitazione rispose affermativamente. La selezione fu mantenuta segreta per i tre giorni successivi, anche se indiscrezioni sui giornali davano da tempo Armstrong già selezionato come il primo astronauta civile, e così fu, insieme con Elliot See. A ogni modo, Armstrong non sarebbe diventato il primo astronauta civile a volare nello spazio, poiché i sovietici l'anticiparono con la Vostok 6, inviando in orbita Valentina Tereškova, una operaia tessile e paracadutista amatoriale, il 16 giugno 1963.

### Programma Gemini

#### Gemini 8

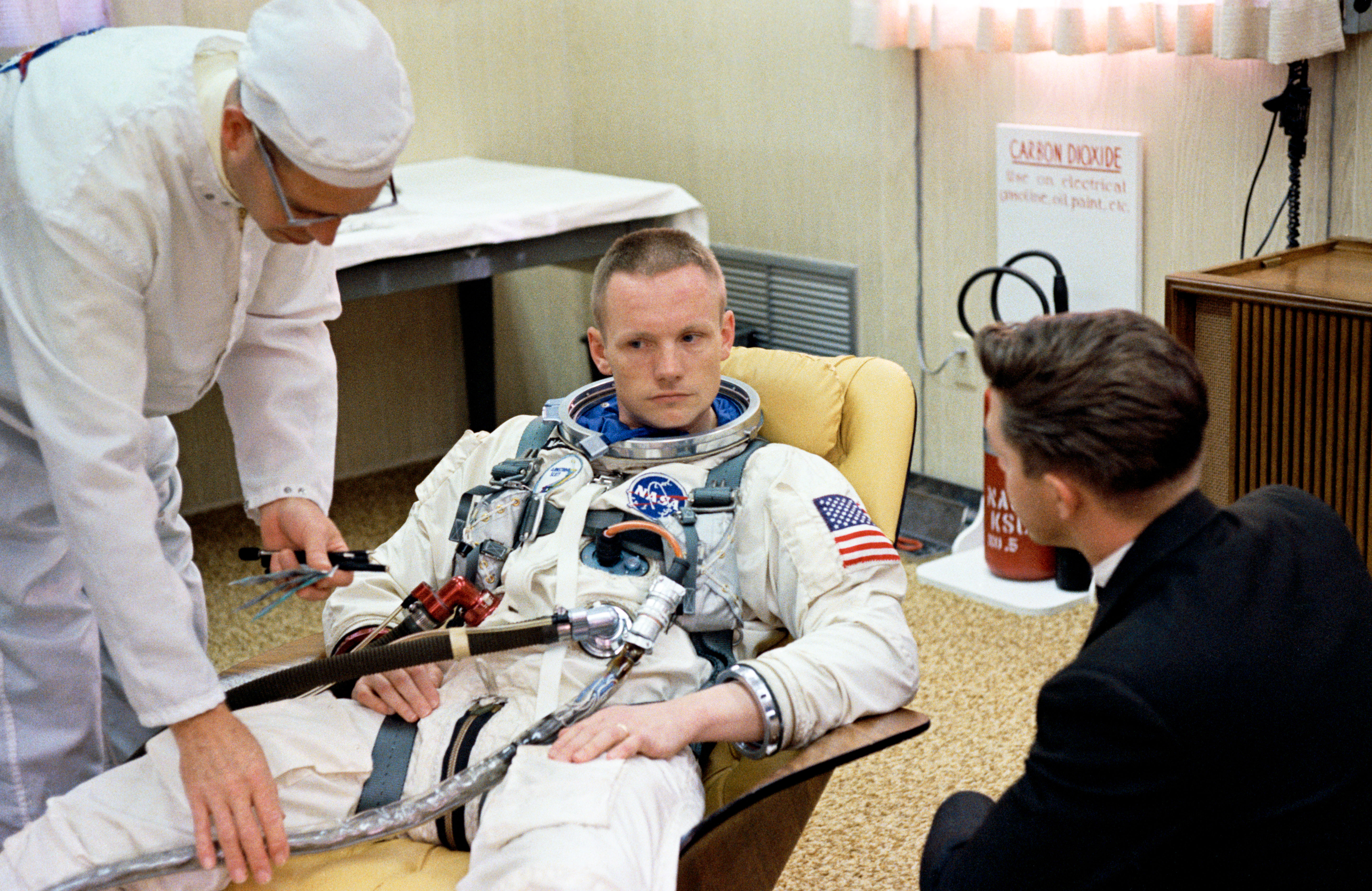
Armstrong durante le operazioni di vestizione per il lancio della Gemini 8 il 16 marzo 1966

La composizione dell'equipaggio per la missione Gemini 8 fu annunciata il 20 settembre 1965, con Armstrong comandante e David Scott pilota. La missione fu lanciata il 16 marzo 1966 e fu la più complessa operazione in orbita mai effettuata prima di allora: un rendezvous e aggancio con il veicolo senza equipaggio Agena Target Vehicle. Nel suo complesso, la missione prevedeva 75 ore di volo e 55 orbite. Dopo il lancio dell'Agena alle 10 del mattino (ora locale), il Titan II con a bordo Armstrong e Scott partì alle 11:41, portandoli in orbita. Le operazioni di rendezvous e aggancio furono completate con successo - stabilendo un primato nell'esplorazione spaziale - in 6,5 ore, nonostante i contatti radio con l'equipaggio fossero stati intermittenti a causa della scarsa copertura delle stazioni. Le istruzioni di missione prevedevano che se si fossero presentate anomalie di funzionamento in assenza di contatto da terra, l'equipaggio avrebbe dovuto procedere allo sganciamento immediato dell'Agena. Dopo 27 minuti dall'aggancio, i due moduli incominciarono a ruotare vorticosamente: la causa sarebbe stata successivamente individuata nel malfunzionamento di uno dei propulsori dell'Orbit Attitude and Maneuvering System (OAMS), che era rimasto bloccato in fase attiva. Armstrong allora sganciò il modulo Agena, ma la velocità di rotazione della Gemini aumentò anziché diminuire, raggiungendo il valore di circa una rotazione al secondo. I due astronauti furono quindi costretti a disattivare l'OAMS e ad attivare il Reaction control system (RCS) per contrastare la rotazione. Queste operazioni riuscirono a stabilizzare la Gemini 8, impiegando tuttavia il 75% del carburante disponibile. La missione era ormai compromessa: come previsto dai protocolli di volo, il prematuro utilizzo del RCS impose il rientro sulla Terra alla prima occasione utile; le ulteriori attività che erano state previste, come l'attività extraveicolare, furono annullate.

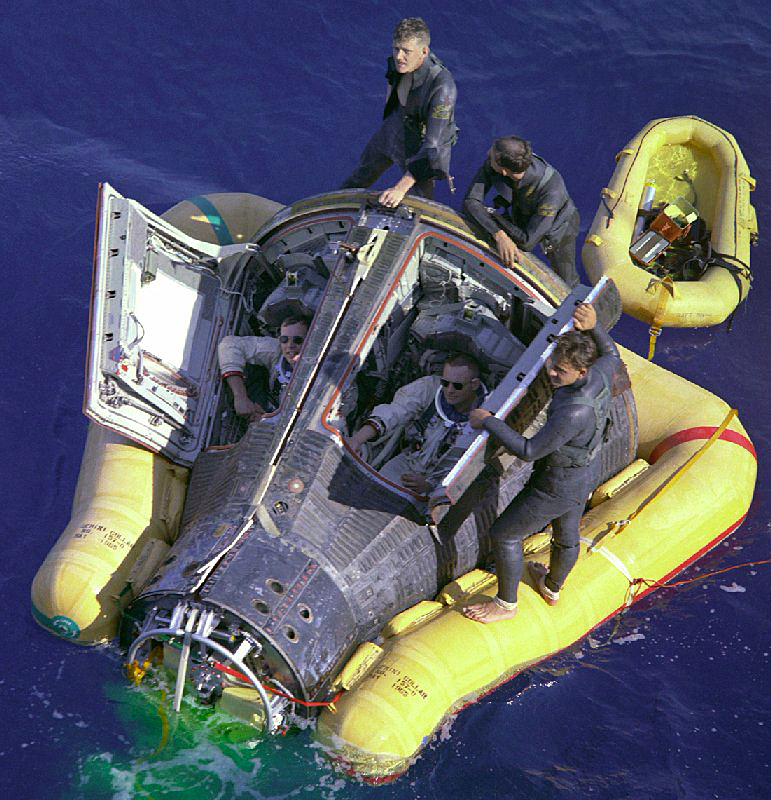
Recupero della Gemini 8 sull'Oceano Pacifico, Armstrong siede a destra

Nell'ambito dell'ufficio astronauti furono sollevate alcune obiezioni sul comportamento tenuto dall'equipaggio durante la missione. Walter Cunningham affermò che Armstrong e Scott non si sarebbero attenuti alle procedure previste per affrontare questo genere di incidenti e che la missione avrebbe potuto essere salvata se Armstrong avesse attivato solo uno dei circuiti dell'RCS. Ciò, tuttavia, non corrispondeva alla verità perché i circuiti dell'RCS non potevano essere azionati singolarmente, ma solo tutti insieme, né erano state previste delle procedure precise per far fronte a questo tipo di problema. Eugene F. Kranz scrisse: «l'equipaggio ha agito esattamente come era stato loro insegnato che avrebbero dovuto agire, e agirono in maniera sbagliata poiché noi li abbiamo addestrati in maniera sbagliata». I programmatori della missione avevano valutato in maniera errata le operazioni di rendezvous, senza considerare che una volta che i due moduli avessero completato l'aggancio, avrebbero dovuto essere considerati come un'unica navicella.
Lo stesso Armstrong rimase abbattuto per il parziale fallimento della missione e per aver privato Scott della possibilità di compiere la prevista attività extraveicolare.

#### Gemini 11
Per Armstrong l'ultima nomina come astronauta del Programma Gemini, annunciata due giorni dopo l'ammaraggio della Gemini 8, fu quella di componente dell'equipaggio di riserva della Gemini 11. Con due addestramenti alle spalle Armstrong era piuttosto esperto dei sistemi utilizzati nel Programma e gli fu assegnato il compito di istruire il neofita William Anders. Il lancio della Gemini 11 avvenne il 12 settembre 1966, con Charles Conrad e Richard Gordon a bordo che completarono con successo la missione, mentre Armstrong operò da terra come Capsule communicator.
Al termine della missione il presidente Lyndon B. Johnson chiese ad Armstrong e a sua moglie di prendere parte a un tour di 24 giorni in Sudamerica, che si sarebbe snodato in 11 Stati in 14 delle maggiori città, insieme con altri componenti del governo degli Stati Uniti. In Paraguay Armstrong impressionò i dignitari locali ringraziandoli nella loro lingua, il Guaranì, mentre in Brasile parlò dell'ingegno del pioniere dell'aviazione Alberto Santos-Dumont e dell'aereo da lui costruito, il 14-bis.

### Programma Apollo
Il 27 gennaio 1967, data tristemente nota per l'incidente dell'Apollo 1, Armstrong era a Washington con Gordon Cooper, Richard Gordon, Jim Lovell e Scott Carpenter per la stesura del trattato sullo spazio extra-atmosferico. La riunione era durata fino alle 18:45 e quando Carpenter andò all'aeroporto e gli altri tornarono ai loro alloggi in albergo, trovarono un messaggio che chiedeva loro di mettersi in contatto con il Lyndon B. Johnson Space Center. Appresero dunque della morte di Gus Grissom, Edward White e Roger Chaffee; il gruppo trascorse la notte fuori a bere scotch, discutendo sul terribile evento.
Il 5 aprile 1967, mentre la commissione incaricata di investigare sull'incidente dell'Apollo 1 pubblicava la sua relazione, Armstrong era riunito con gli altri 17 astronauti per un incontro con Deke Slayton, che esordì dicendo loro: "I ragazzi che voleranno nelle prime missioni lunari sono i ragazzi in questa stanza". Secondo quanto riportato da Eugene Cernan, Armstrong non aveva mostrato alcuna reazione alla frase di Slayton, per lui non si era trattato di una sorpresa, poiché in quella stanza vi erano i veterani del Programma Gemini, gli unici pronti per una simile impresa. La riunione proseguì con Slayton che spiegò nei dettagli gli sviluppi del progetto, e Armstrong venne inserito nell'equipaggio di riserva della nona missione Apollo, che a quello stadio di sviluppo era programmata come missione in orbita terrestre media per il test del Modulo Lunare Apollo e del modulo di comando combinati insieme. A causa dei ritardi accumulati nella progettazione e costruzione del modulo lunare, l'ottava e la nona missione furono invertite. Così Armstrong, di riserva per l'Apollo 8, in accordo allo schema di rotazione degli astronauti adottato dalla NASA per le missioni Apollo, si trovò al comando della missione Apollo 11.
Per fornire agli astronauti esperienza utile sulla guida del modulo lunare nella discesa verso la Luna, la NASA commissionò alla Bell Aircraft la costruzione di due Lunar Landing Research Vehicle, ai quali successivamente si aggiunsero tre Lunar Landing Training Vehicles per l'addestramento. La simulazione della gravità lunare, pari a un sesto di quella terrestre, avveniva tramite motori a turboventola. Il 6 maggio 1968 a circa 30 metri dal suolo il veicolo da addestramento pilotato da Armstrong incominciò a precipitare a causa di controlli difettosi, costringendo l'astronauta a mettersi in salvo eiettandosi e atterrando con il paracadute. Successive analisi evidenziarono che se Armstrong avesse abbandonato il veicolo mezzo secondo più tardi, il tempo non sarebbe poi stato sufficiente per l'apertura del paracadute; invece, l'unica ferita registrata fu solo un morso alla lingua. Nonostante avesse rischiato di perire nell'incidente, l'astronauta rimase comunque convinto che senza l'addestramento su questi velivoli l'allunaggio non avrebbe mai avuto successo, poiché in nessun altro modo si sarebbe potuta fornire ai piloti una valida esperienza del comportamento del modulo lunare nella fase di allunaggio.

#### Apollo 11

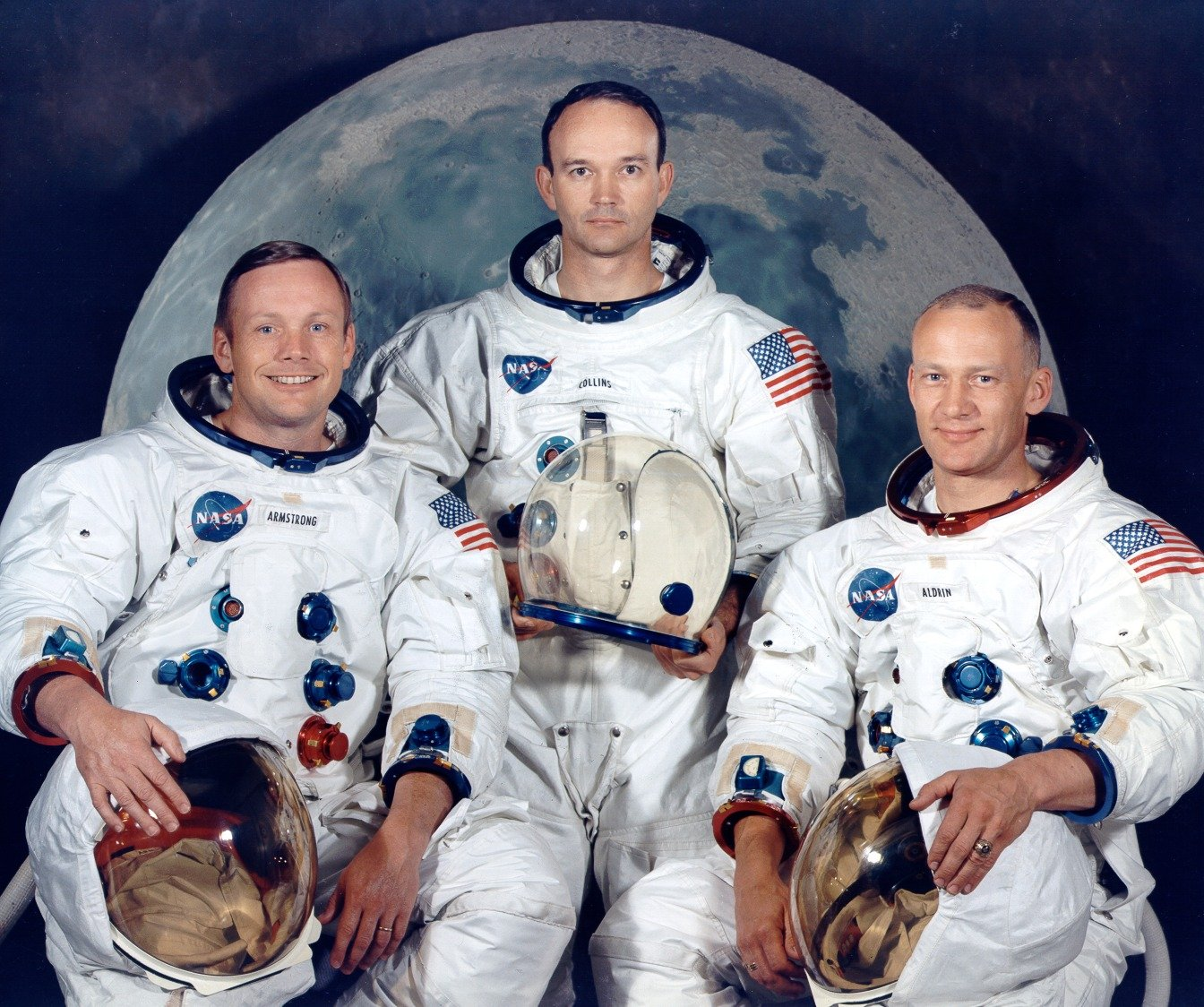
Foto dell'equipaggio della Apollo 11. Da sinistra a destra: Armstrong, Michael Collins e Buzz Aldrin.

Dopo il ruolo nell'equipaggio di riserva dell'Apollo 8, Slayton offrì ad Armstrong il comando dell'Apollo 11 il 23 dicembre del 1968, mentre l'Apollo 8 orbitava intorno alla Luna. In un incontro che non venne reso noto fino alla pubblicazione della biografia di Armstrong nel 2005, Slayton gli disse che nonostante il programma prevedesse lui come comandante, Aldrin come pilota del modulo lunare e Collins come pilota del modulo di comando, gli offriva la possibilità di assegnare a Jim Lovell il posto di Aldrin. Dopo averci riflettuto per un giorno, Armstrong rifiutò l'offerta poiché - come disse a Slayton - non aveva alcun problema a lavorare con Aldrin, né avrebbe potuto offrire una valida giustificazione sul perché Lovell, che era stato comandante della Gemini 12, operasse come pilota del modulo lunare, posizione che, in via non ufficiale, era considerata essere al gradino più basso nell'equipaggio della missione.
Nel marzo del 1969, in una riunione tra Slayton, George Low, Robert R. Gilruth e Christopher C. Craft, divenne chiaro che il primo uomo a posare il piede sulla Luna sarebbe stato proprio Armstrong, favorito nella scelta anche dal proprio carattere che non l'avrebbe portato a insuperbirsi per l'esperienza. In una conferenza stampa tenutasi il 14 aprile 1969, Slayton indicò la disposizione dell'equipaggio nel modulo lunare quale giustificazione del fatto che Armstrong sarebbe stato il primo a uscire. Il portello si apriva verso l'interno a destra, risultando d'ostacolo per il pilota. In più, aggiunse Slayton, «solo per una questione di protocollo, penso che il primo a sbarcare debba essere il comandante… Bob Gilruth ha approvato la mia decisione».
Il 16 luglio del 1969 Armstrong ricevette una falce di luna di polistirene da Guenter Wendt, che gliela presentò come una chiave per la Luna; in cambio Armstrong gli offrì un biglietto per un "taxi spaziale, buono per due pianeti".

##### In viaggio verso la Luna

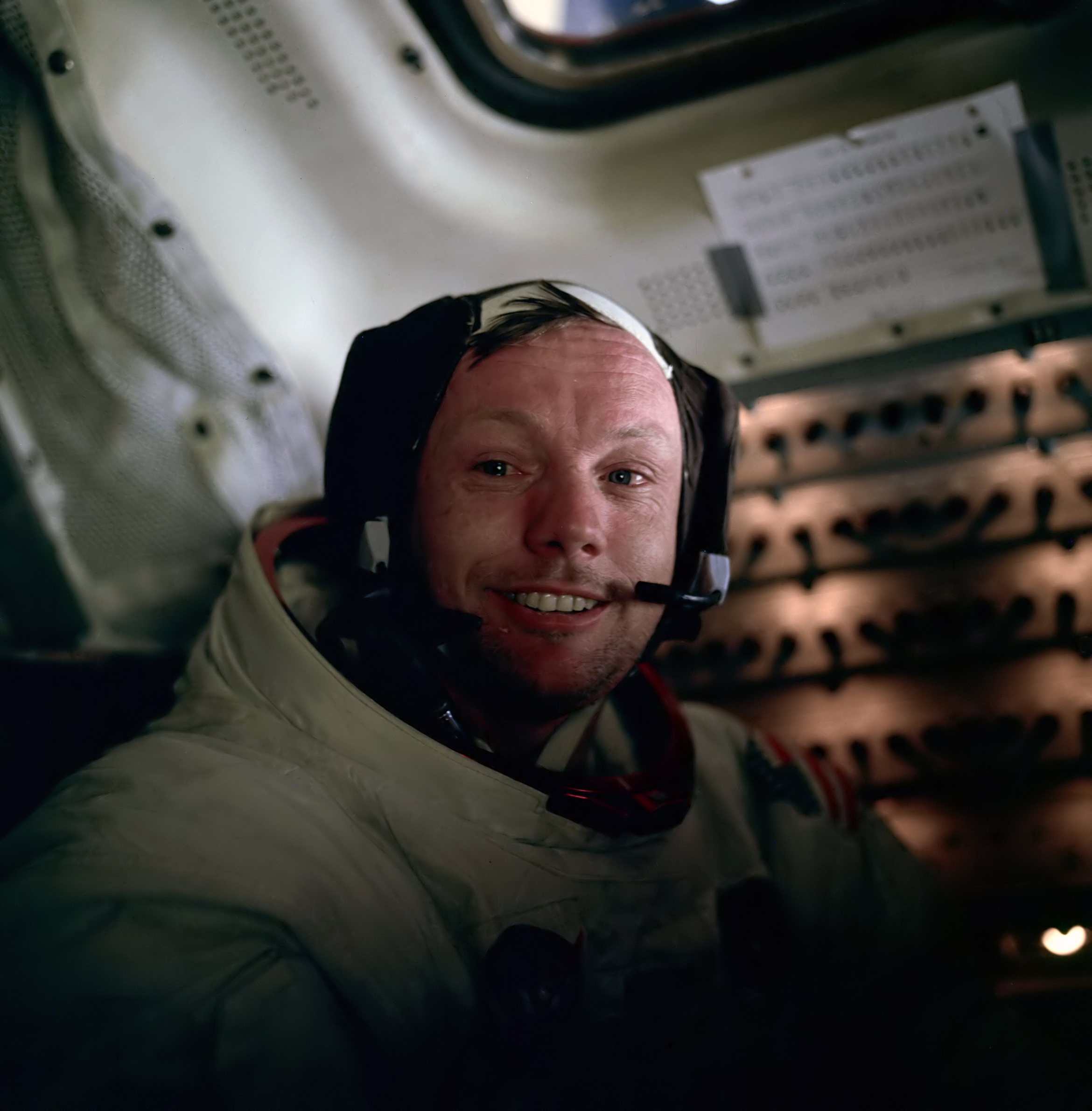
Armstrong, fotografato da Aldrin, sorride dopo la EVA sul suolo lunare

Durante il lancio dell'Apollo 11 il cuore di Armstrong raggiunse i 110 battiti al minuto. Secondo l'astronauta, il primo stadio era molto più rumoroso della Gemini 8, sebbene più spazioso. Proprio quest'ultimo aspetto - come è stato suggerito - potrebbe aver evitato che l'equipaggio soffrisse di sindrome da adattamento allo spazio, sperimentata invece in altre missioni. Armstrong ne era particolarmente sollevato, poiché soffriva fin da piccolo di chinetosi e spesso lunghi periodi in volo gli procuravano nausea.
L'obiettivo dell'Apollo 11 era portare l'equipaggio sano e salvo sulla Luna più che posare il modulo con un atterraggio di precisione. Tre minuti dopo l'inizio della discesa verso la superficie lunare, Armstrong si accorse che i crateri di riferimento scorrevano con due secondi di anticipo: ciò permetteva di stimare che l'atterraggio sarebbe avvenuto con tutta probabilità a qualche miglio dal punto stabilito. Mentre il radar del modulo Eagle tracciava la superficie, si attivarono alcuni allarmi di errore sul computer di bordo. Il primo fu un codice 1202, che nonostante il lungo addestramento di Aldrin e Armstrong, era sconosciuto ai due; fu il Centro di controllo missione da Houston a rassicurarli: gli allarmi riportati erano causati da un sovraccarico di dati verso l'Apollo Guidance Computer e non costituivano un problema. Come raccontato da Aldrin nel documentario In the shadow of the Moon, il sovraccarico fu causato dalla sua decisione di lasciare attivo il radar, che conseguentemente fornì al computer tutta una serie di dati non necessari che lo costrinsero a interrompere l'esecuzione di operazioni secondarie, segnalando l'errore.
Quando Armstrong si accorse che stavano atterrando in modo automatico in una zona che non gli sembrava sicura, si pose direttamente ai comandi del modulo. La ricerca di un'area adatta richiese più tempo del previsto e comportò che la fase di volo risultasse più lunga di quanto stabilito nelle simulazioni. Ciò generò molta preoccupazione presso il controllo missione, dove si temeva che i due astronauti potessero rimanere senza carburante sufficiente per l'allunaggio. Al momento dello sbarco, tuttavia, Armstrong si disse certo di avere avuto ancora almeno 40 secondi di carburante rimanenti, inclusi i 20 di sicurezza necessari in caso di annullamento della missione all'ultimo istante. Durante l'addestramento inoltre Armstrong era riuscito a far atterrare il simulatore con soli 15 secondi di carburante a disposizione in diverse occasioni, ed era abbastanza sicuro che il modulo avrebbe dovuto sopravvivere anche a una caduta libera di 15 metri se le cose si fossero messe male. Analisi successive alla missione indicarono che in effetti nel modulo vi erano ancora tra i 45 e i 50 secondi di carburante a disposizione.
L'allunaggio avvenne alle 20:17:39 UTC del 20 luglio 1969. Opportuni sensori di contatto a baffo erano presenti all'estremità delle gambe del modulo e il primo contatto avvenne mentre il modulo era ancora in volo stazionario (hovering); l'accensione di una spia azzurra segnalò l'evento in cabina e Aldrin ne diede comunicazione con «Contact light» (Luce di contatto); successivamente quando il modulo si arrestò completamente sulla superficie, fu nuovamente Aldrin a comunicarlo con «Okay, motori fermi», cui seguì la conferma di Armstrong, con «Shutdown». La prima frase che Armstrong comunicò al controllo missione dopo l'atterraggio fu la nota «Houston, Tranquillity base here, the Eagle has landed» (trad. Houston, qui Base della Tranquillità. La Eagle è atterrata). Armstrong e Aldrin celebrarono il momento con una vivace stretta di mano, prima di tornare al lavoro per verificare le procedure da adottare in caso di partenza in emergenza dalla superficie. Durante la fase critica, l'unico messaggio inviato da Houston fu "30 secondi", con cui intendevano segnalare quanto carburante ritenevano rimanesse a disposizione. Quando Armstrong confermò l'atterraggio, dal centro di controllo giunse un sospiro di sollievo e le parole «Avete fatto diventare blu un po' di gente qui. Stiamo respirando di nuovo».
Solo nel 2005, Armstrong rese noti i suoi timori iniziali di un possibile fallimento della missione; pensava infatti che avessero solo il 50% di probabilità di successo e nel descrivere le sue emozioni dopo l'allunaggio disse: «Ero sollevato, estasiato ed estremamente sorpreso che avessimo avuto successo».

##### La prima passeggiata lunare
Nonostante il programma stabilito prevedesse che i due astronauti si riposassero a lungo prima delle attività sulla superficie, Armstrong chiese al controllo missione che l'EVA fosse anticipata per la sera (ora di Houston). Quando i due furono pronti per scendere dal modulo di atterraggio, depressurizzarono la Eagle, aprirono il portello e Armstrong si avviò per primo sulla scaletta.
Sulla cima della scala comunicò: «Sto scendendo dal LEM ora». Posò il piede sinistro sull'ultimo scalino alle 2:56 UTC del 21 luglio 1969, pronunciando la storica frase «That's one small step for (a) man, one giant leap for mankind» (trad. «Questo è un piccolo passo per (un) uomo, un gigantesco balzo per l'umanità»).
Armstrong aveva scelto questa frase dopo averci pensato durante il lancio e nelle ore successive all'allunaggio. Nella registrazione di quei momenti, l'articolo indeterminativo inglese, "a", prima di "man", non è distinguibile, dando alla frase un senso errato poiché "man" da solo è usato come sinonimo di umanità. La NASA e Armstrong insistettero dopo la missione che quel suono fosse stato celato da un'interferenza statica sulla trasmissione. Dopo ripetuti ascolti della registrazione, tuttavia, Armstrong ammise che forse poteva effettivamente averla dimenticata in quel momento, non pronunciandola.

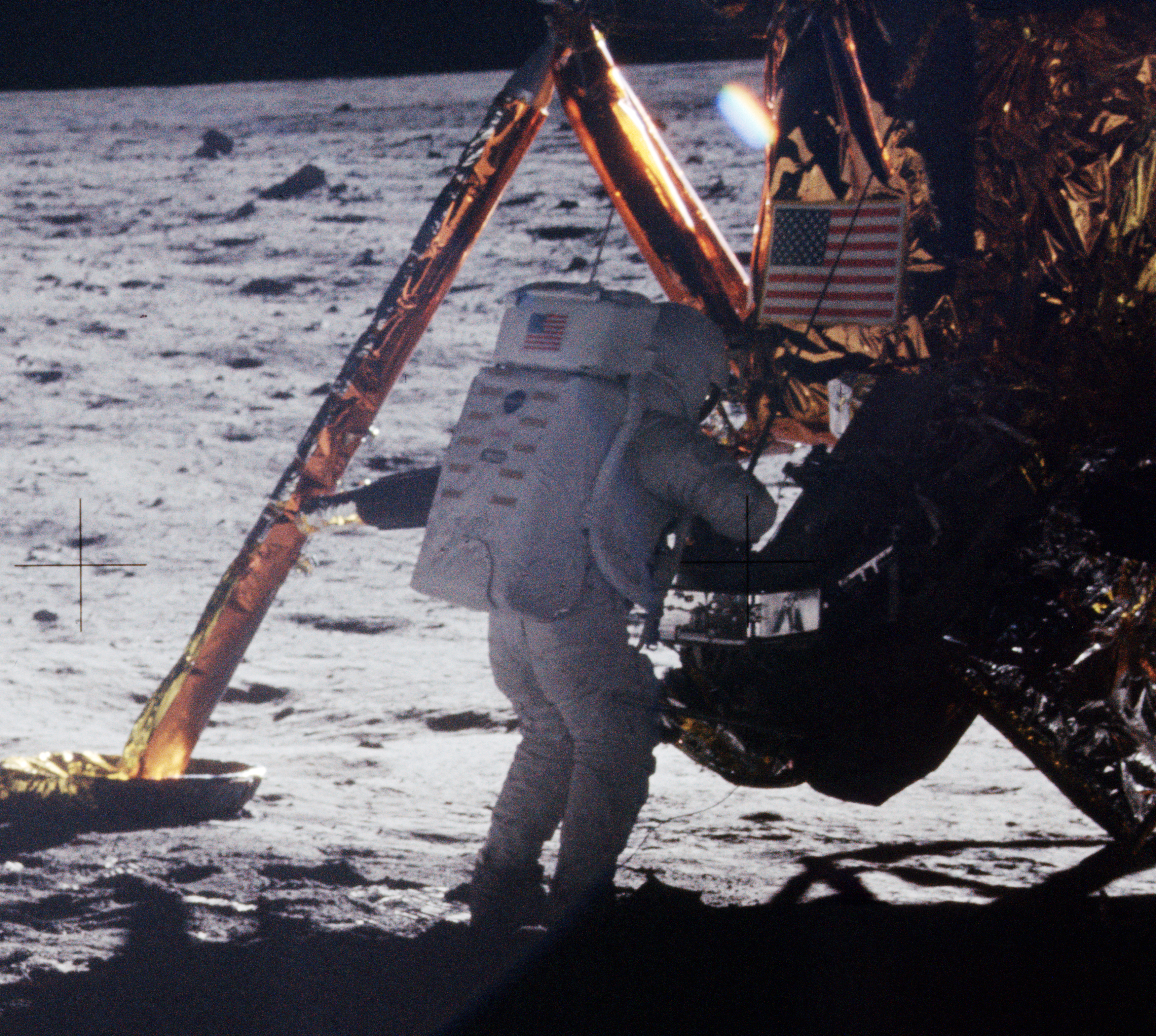
Armstrong sulla Luna

La frase è stata oggetto, anche successivamente, di attenzione e in diversi ritengono di aver individuato la presenza della vocale perduta. Secondo Peter Shann Ford, un programmatore australiano che ne ha effettuato un'analisi digitale nel 2006, la "a" in realtà fu pronunciata, ma non era distinguibile nella trasmissione ricevuta a causa delle limitazioni della tecnologia radio dell'epoca. Ford e James R. Hansen, biografo autorizzato di Armstrong, hanno fornito i risultati della analisi all'astronauta e alla NASA. Ford, tuttavia, non ha sottoposto i suoi risultati a una revisione paritaria, ma li ha pubblicati sul suo blog, e i linguisti David Beaver e Mark Liberman hanno espresso molti dubbi sulla loro correttezza.
La discesa dalla scaletta del Modulo lunare fu trasmessa in diretta da Voice of America negli Stati Uniti e, attraverso la BBC e altre stazioni, in tutto il mondo. Si è stimato che l'ascolto globale del momento dello sbarco fosse di almeno 450 milioni di persone, su una popolazione mondiale totale di 3 miliardi e 631 milioni.

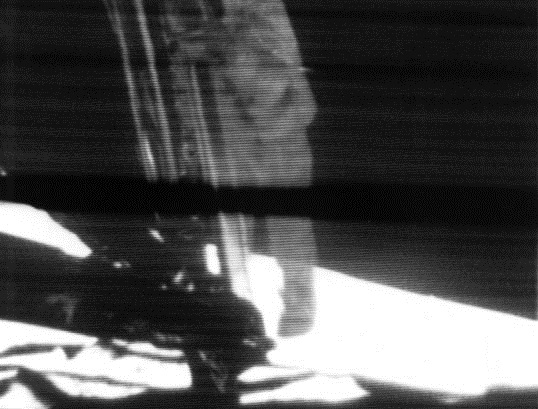
Armstrong si prepara a compiere il primo passo sulla Luna

Venti minuti dopo lo sbarco di Armstrong, Aldrin lo raggiunse sulla superficie diventando il secondo uomo a mettere piede sulla Luna; una volta insieme, i due incominciarono le operazioni previste durante la EVA. Per prima cosa posizionarono una placca commemorativa del volo e, subito dopo, piantarono la bandiera degli Stati Uniti. Dopo queste operazioni, il presidente Nixon parlò con loro telefonicamente. Il presidente parlò per circa un minuto, la risposta di Armstrong durò 30 secondi.
Dopo aver aiutato Aldrin a sistemare l'ALSEP Armstrong si incamminò verso quello che è ora indicato come East Crater, a circa 60 metri dal modulo lunare, la più lunga passeggiata dell'intera missione. L'ultima operazione di Armstrong sulla superficie fu la posa di alcuni oggetti in memoria dei cosmonauti defunti Yuri Gagarin e Vladimir Komarov e degli astronauti deceduti nell'incidente dell'Apollo 1 Grissom, Chaffee e White. Il tempo totale dell'EVA sulla superficie lunare fu di circa due ore e mezzo, la più breve passeggiata fra quelle delle sei missioni che raggiunsero il satellite.

##### Rientro sulla Terra

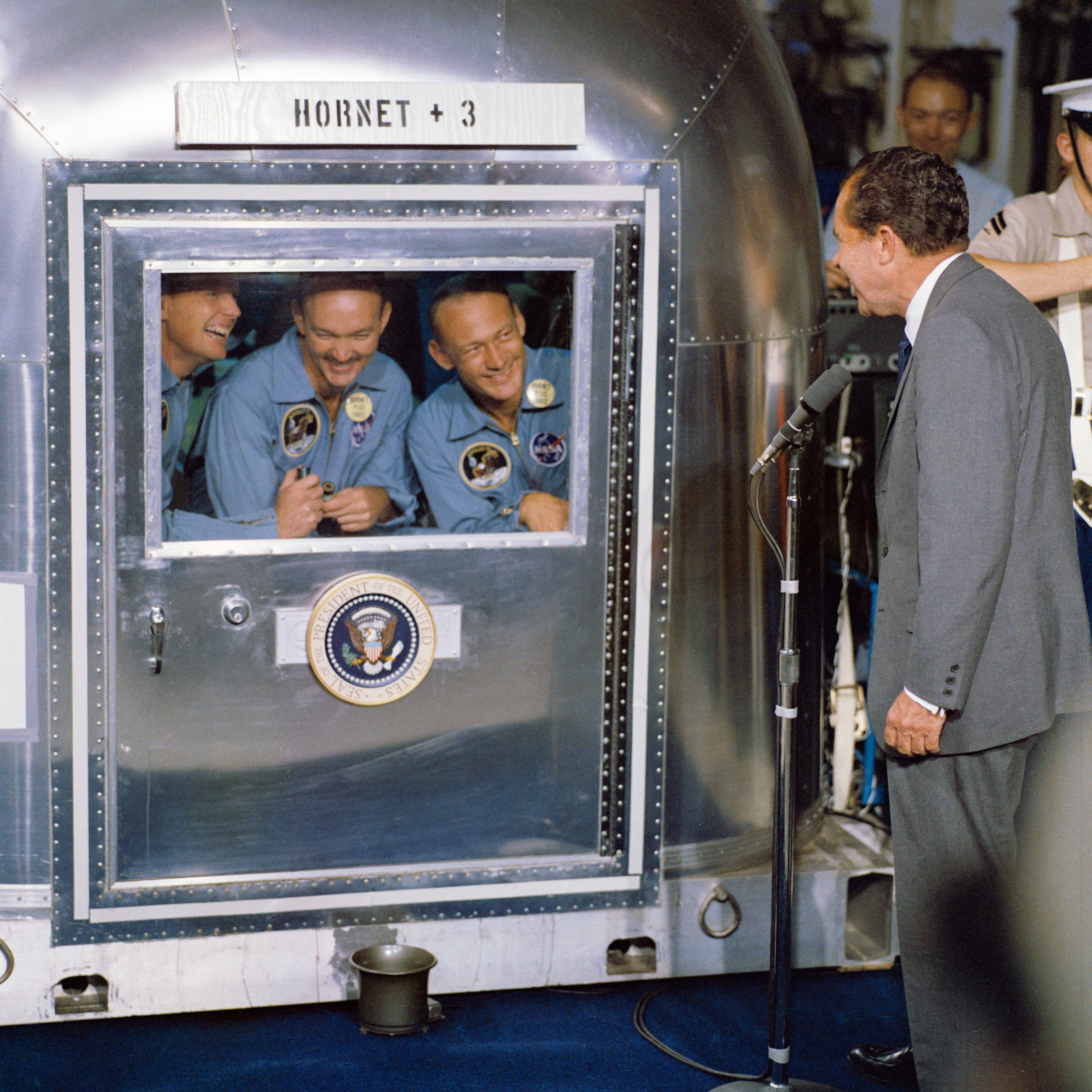
L'equipaggio dell'Apollo incontra il presidente Nixon durante la quarantena

Rientrati nel modulo lunare e sigillato il portello, i due astronauti si accorsero di aver danneggiato l'interruttore che avrebbe dovuto azionare il motore per la risalita, urtandolo mentre indossavano le ingombranti tute che avevano permesso loro di sopravvivere all'esterno del modulo lunare. Riuscirono tuttavia ad attivarlo, chiudendo il contatto che accese il motore principale, usando una semplice penna, che da allora Aldrin conserva. Dopodiché il LEM si ricongiunse in orbita lunare con il modulo di comando Columbia sul quale era in attesa Collins. I tre dell'Apollo 11 tornarono dunque sulla Terra ammarando nell'Oceano Pacifico e venendo recuperati dalla USS Hornet.
Dopo essere stati in quarantena per 18 giorni come misura di sicurezza contro eventuali malattie infettive che gli astronauti potevano aver contratto sulla Luna, l'equipaggio fu portato in trionfo attraverso gli Stati Uniti e il resto del mondo in quello che venne chiamato "Giant Leap Tour" di 45 giorni. Armstrong successivamente prese parte agli spettacoli di Bob Hope del 1969 per i corpi militari americani, principalmente in Vietnam.
Nel maggio del 1970 Armstrong si recò in Unione Sovietica per parlare al 13º convegno annuale del comitato internazionale sulla ricerca spaziale; arrivato a Leningrado (oggi San Pietroburgo) dalla Polonia, andò a Mosca dove incontrò il presidente sovietico Alexei Kosygin. Allora, fu il primo occidentale a vedere l'aereo supersonico sovietico Tupolev Tu-144; inoltre, fu portato in visita al Centro di addestramento cosmonauti Jurij Gagarin. A sera Armstrong rimase sorpreso nel vedere il video in differita del lancio della Sojuz 9: non aveva avuto notizia della missione nonostante fosse stato ospite di Valentina Tereškova, mentre il marito di lei, Andrijan Grigor'evič Nikolaev, era a bordo.
In Italia, nel 1970, Alitalia gli dedicò il Boeing 747 I-DEMA, il primo della compagnia; lo stesso Armstrong fu presente all'aeroporto di Roma Fiumicino all'inaugurazione dell'aereo.

## La vita dopo il programma Apollo

### Insegnamento
Poco tempo dopo la missione lunare Armstrong annunciò pubblicamente di non avere più intenzione di volare nello spazio. Gli fu quindi affidato un posto di rilievo nella DARPA, ma tenne l'incarico per un solo anno e rassegnò le dimissioni dalla NASA nel 1971.
Ricoprì il ruolo di insegnante presso il Dipartimento di ingegneria aerospaziale all'Università di Cincinnati, scegliendola in luogo di altri atenei, persino di quello nel quale si era laureato, poiché aveva un piccolo dipartimento di ingegneria e sperava che i membri della facoltà non si risentissero del fatto che avesse ottenuto una cattedra possedendo solo un Master of Science. A Cincinnati ricevette il titolo di professore universitario in ingegneria aerospaziale e, dopo aver insegnato per otto anni, rassegnò le dimissioni nel 1979 senza spiegazioni.

### Commissioni d'indagine della NASA
Armstrong prese parte alle indagini su due incidenti spaziali. Il primo incarico lo ebbe nel 1970, nella commissione di inchiesta guidata da Edgar Cortwright sui fatti che coinvolsero la missione Apollo 13. Armstrong, in particolare, si occupò di redigere un dettagliato resoconto cronologico del volo ed espresse la propria contrarietà alla raccomandazione, inclusa invece nel rapporto, di riprogettare i serbatoi dell'ossigeno che erano stati all'origine dell'esplosione. Nel 1986 Ronald Reagan lo nominò vicepresidente della Rogers Commission incaricata di investigare sul disastro dello Space Shuttle Challenger e, come tale, fu responsabile della parte operativa della commissione.

### Attività finanziaria
Dopo il ritiro dalla NASA nel 1971, Armstrong lavorò presso diverse aziende come portavoce. La prima azienda che riuscì a fargli accettare una proposta in tal senso fu la Chrysler, per la quale Armstrong apparve in numerosi spot, a partire dal gennaio 1979. L'ex astronauta dichiarò di aver accettato perché riteneva che la Chrysler avesse un'ottima divisione di ingegneria e perché l'azienda si trovava in difficoltà economiche. Prestò la sua immagine anche per altre compagnie come la General Time Corporation e la Bankers Association of America, ma solo nell'ambito del mercato statunitense.
Parallelamente alla sua attività come portavoce, prese posto in diversi consigli di amministrazione di numerose società, incluse la Marathon Oil, la Learjet, la Cinergy, la Taft Broadcasting, la United Arlines, la Eaton Corporation, la AIL System e la Thiokol. In particolare, entrò nel consiglio di amministrazione della Thiokol dopo che la Rogers Commission, della quale era membro, aveva individuato che l'esplosione del Challenger era stata causata da un problema a un componente prodotto dall'azienda stessa. L'ultimo consiglio di amministrazione di cui è stato membro è stato quello della EDO Corporation, da cui si è ritirato nel 2002.

## Vita privata

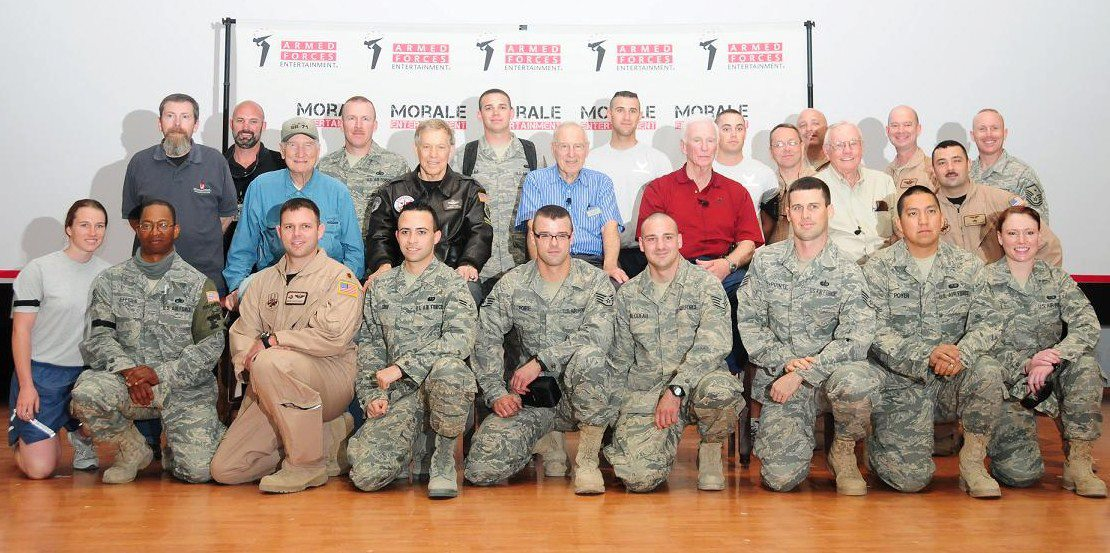
Neil Armstrong (secondo da destra nella linea di centro) in visita alle truppe USAF nel sudest asiatico. Con lui Eugene Cernan in camicia rossa e Jim Lovell in camicia a strisce blu e bianche.

Armstrong frequentò la chiesa metodista con i Boy Scout alla fine degli anni cinquanta; intervistato dai suoi biografi, affermò di definirsi deista.
Al ritorno dalla guerra di Corea, Armstrong incontrò la donna che sarebbe diventata sua moglie, Janet Elizabeth Shearon, alla Purdue University, dove lei era laureanda in economia domestica. In base a quanto raccontarono successivamente, non ci fu un vero e proprio corteggiamento né ci furono particolari circostanze che condussero al loro fidanzamento, che avvenne mentre Armstrong lavorava al Glenn Research Center. Il loro matrimonio fu celebrato a Wilmette (Illinois) il 28 gennaio 1956. Quando Armstrong fu trasferito alla Edwards Air Force Base i due vissero separatamente per sei mesi: lui soggiornando nella base e Janet a Westwood. Andarono quindi ad abitare in una casa nella Antelope Valley. Janet non finì mai gli studi, cosa di cui in seguito si rammaricò pubblicamente.
La coppia ebbe tre figli: Eric, Karen e Mark. Karen morì il 28 gennaio 1962, all'età di due anni, per una polmonite sorta come complicazione di uno stato di salute già compromesso da un tumore maligno nella parte mediana del tronco encefalico (DIPG), che le era stato diagnosticato nel giugno del 1961. Nonostante la radioterapia ne avesse rallentato il decorso, il tumore era giunto anche a impedire alla bambina di camminare e parlare.
Successivamente al suo ritiro dalla NASA, Armstrong ricevette varie proposte di candidatura sia da parte dei democratici sia dei repubblicani, ma a differenza di altri astronauti come John Glenn e Harrison Schmitt - diventati poi senatori degli Stati Uniti - declinò ogni offerta. Politicamente era a favore di una maggiore autonomia dei singoli stati e di una riduzione del potere federale negli Stati Uniti, che - riteneva - non avrebbero dovuto svolgere il ruolo di "poliziotto" del mondo.

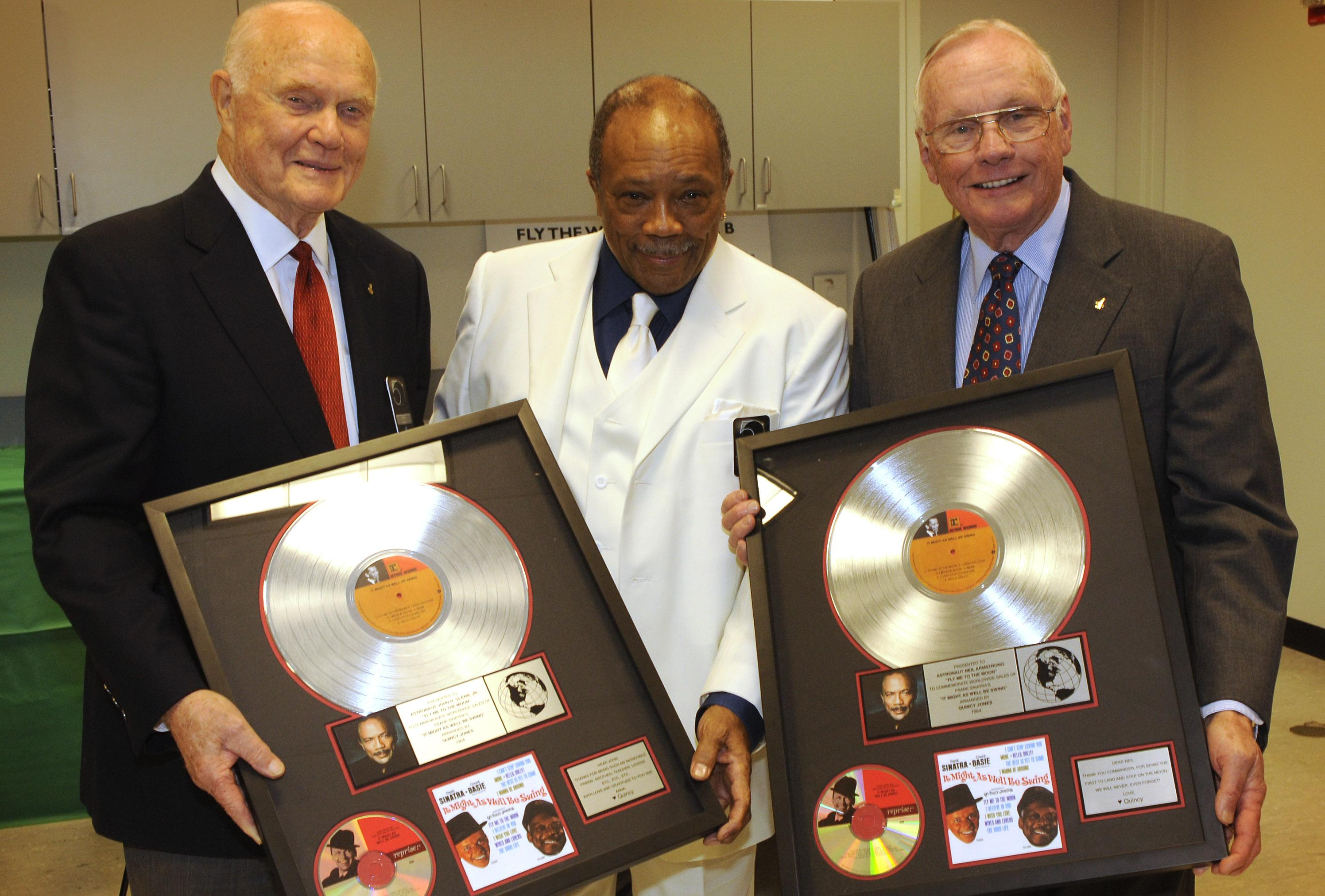
Quincy Jones presenta le copie in platino di Fly Me to the Moon ad Armstrong (a destra) e l'ex senatore John Glenn, il 24 settembre 2008

Nell'autunno del 1979, mentre stava lavorando nella sua fattoria vicino a Lebanon, in Ohio, andò incontro a un piccolo incidente: nel saltare giù dal trattore, la fede che portava al dito si incastrò in una delle ruote, strappandogli via l'ultima falange dall'anulare. Recuperata l'estremità strappata dal dito, la pose nel ghiaccio e si recò all'ospedale ebraico di Louisville, in Kentucky, dove, grazie a un intervento chirurgico, gli fu riattaccata. Nel febbraio del 1991 fu colto da un leggero infarto mentre sciava ad Aspen, in Colorado, con amici. Nell'anno precedente aveva subito la perdita di entrambi i genitori.
Divorziò dalla sua prima moglie nel 1994, dopo 38 anni di matrimonio, dopo che nel 1992, a un torneo di golf, aveva conosciuto quella che sarebbe diventata la sua seconda moglie, Carol Held Knight. I due si sposarono il 12 maggio del 1994 in Ohio; una seconda cerimonia fu celebrata a San Isidro in California. Andarono a vivere a Indian Hill, in Ohio.
Nel 1994 Armstrong incominciò a rifiutare qualunque richiesta di autografi poiché si era accorto che molti oggetti da lui firmati erano venduti a cifre esorbitanti, ed era addirittura in atto un mercato del falso; alle richieste via posta rispondeva con una lettera formale nella quale dichiarava di aver smesso di dare autografi. Nonostante questa scelta di comportamento, ancora nel 2002 erano numerosi coloro che tentavano comunque di ottenere un autografo, come registrato dallo scrittore Andrew Smith, autore di Polvere di Luna.
L'ampio uso del suo nome, della sua immagine e delle sue frasi famose causò molti problemi all'ex astronauta negli anni. Nel 1994 fece causa alla Hallmark Cards dopo che essi avevano utilizzato senza permesso il suo nome e la famosa frase al momento dello sbarco. La causa si concluse con un accordo privato per una cifra mai resa nota, che Armstrong donò alla Purdue University.
Nel maggio del 2005 fece causa al suo barbiere di fiducia da 20 anni, Marx Sizemore, che aveva venduto un po' di suoi capelli a un collezionista per la cifra di 3.000 dollari senza che Armstrong ne sapesse nulla o avesse dato il permesso di farlo. Minacciò di proseguire l'azione legale a meno che il barbiere non gli avesse restituito i capelli o avesse donato il ricavato della vendita a un'associazione di beneficenza indicata da Armstrong. Sizemore, che non poteva ovviamente riavere i capelli dall'acquirente, donò dunque i soldi su indicazione dell'ex astronauta.

## Malattia e morte
Armstrong fu sottoposto a un intervento cardiochirurgico il 7 agosto 2012 a causa di un'ostruzione delle arterie coronarie e gli fu praticato un bypass. Morì il 25 agosto 2012 a Cincinnati a causa delle complicazioni derivanti dall'intervento subìto. Il 23 luglio 2019 il The New York Times rivelò un presunto accordo segreto concluso tra la famiglia e l'ospedale che prevedeva un compenso di 6 milioni di dollari in cambio della rinuncia ad intentare causa per una possibile complicazione fatale da errore umano durante il ricovero.
Il comunicato diffuso dalla famiglia alla stampa recita:

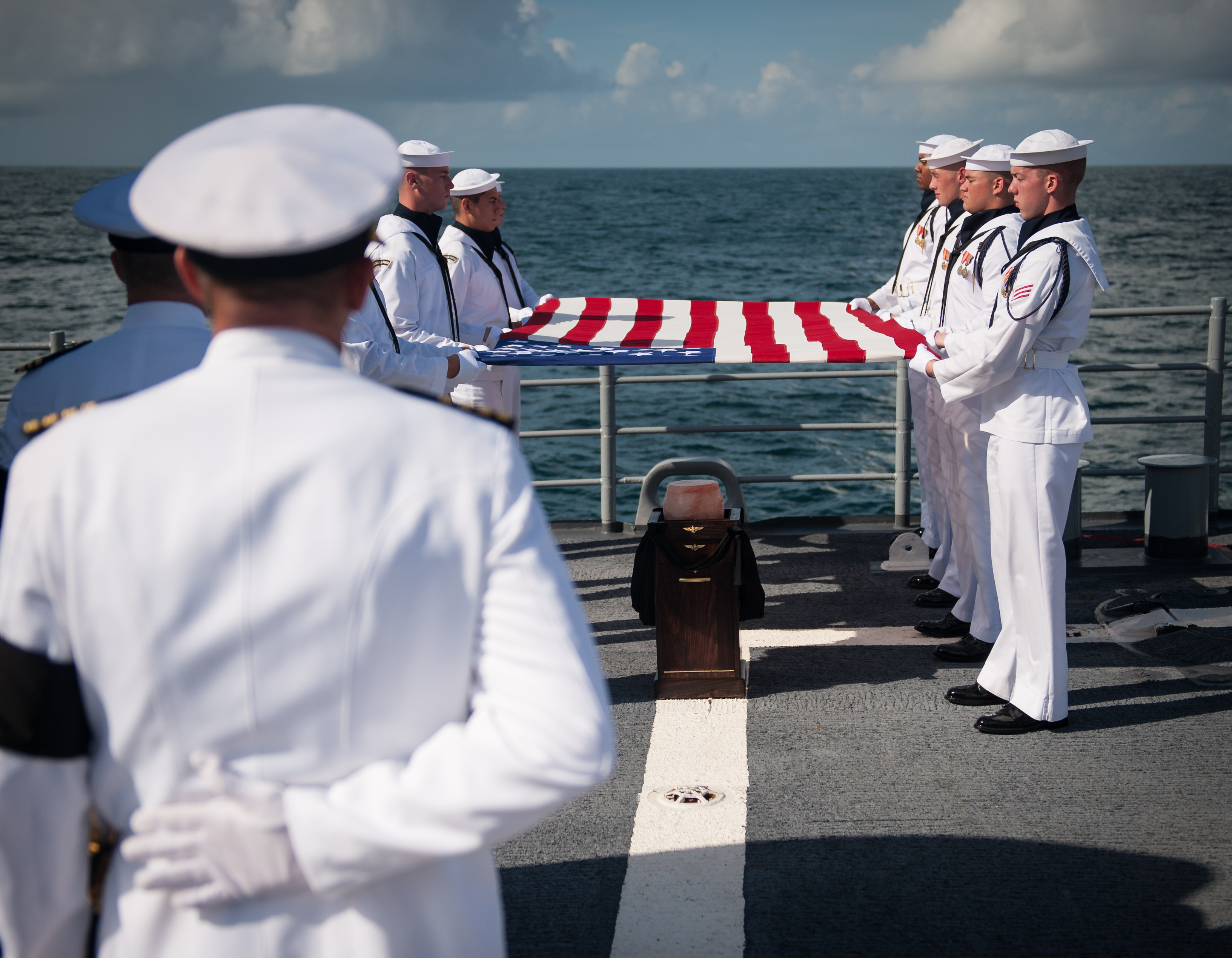
Sepoltura in mare delle ceneri di Neil Armstrong

In occasione della sua morte, espressero parole di riguardo nei suoi confronti i due uomini che erano stati suoi compagni d'equipaggio dell'Apollo 11 e le massime istituzioni statunitensi. Buzz Aldrin commentò «Sono molto triste nell'apprendere della sua morte. So che sono insieme con altri milioni di persone a piangere per la morte di un vero eroe americano e il più grande pilota che io abbia mai conosciuto»; Michael Collins disse semplicemente: «Era il migliore, e mi mancherà terribilmente». La NASA espresse il suo cordoglio attraverso le parole dell'amministratore Charles Bolden, che disse «Armstrong sarà ricordato per aver portato l'umanità nel suo primo piccolo passo verso un altro mondo oltre il nostro»; nel comunicato diffuso dalla Presidenza degli Stati Uniti, Armstrong fu indicato «tra i più grandi eroi americani - non solo del suo tempo, ma di tutti i tempi», e ancora: con le sue imprese diresse le aspirazioni dei cittadini statunitensi e ha consegnato «un momento di realizzazione umana che non sarà mai dimenticato».
Il 13 settembre fu celebrata una cerimonia presso la Washington National Cathedral in suo omaggio, cui parteciparono numerosi suoi colleghi astronauti che spesero parole di riguardo nei suoi confronti. Nell'elogio funebre, Charles Bolden disse: «Neil sarà sempre ricordato per aver compiuto il primo piccolo passo dell'umanità su un mondo diverso dal nostro, ma furono il coraggio, la cortesia e l'umiltà che manifestò durante la sua vita a sollevarlo oltre le stelle». Rivolgendosi alla stampa al termine della cerimonia, David Scott, con Armstrong nella missione Gemini 8, ricordò come il collega avesse risolto con rapidità un piccolo incidente occorso durante il lancio confrontandosi con l'equipaggio di riserva, «perché Neil Armstrong era un giocatore di squadra, che ha sempre lavorato nel nome della squadra».
Come da suo desiderio, dopo il funerale il corpo di Armstrong è stato cremato e le ceneri sparse nell'Oceano Atlantico, il 14 settembre, dalla USS Philippine Sea, con una cerimonia privata.

## Eredità culturale

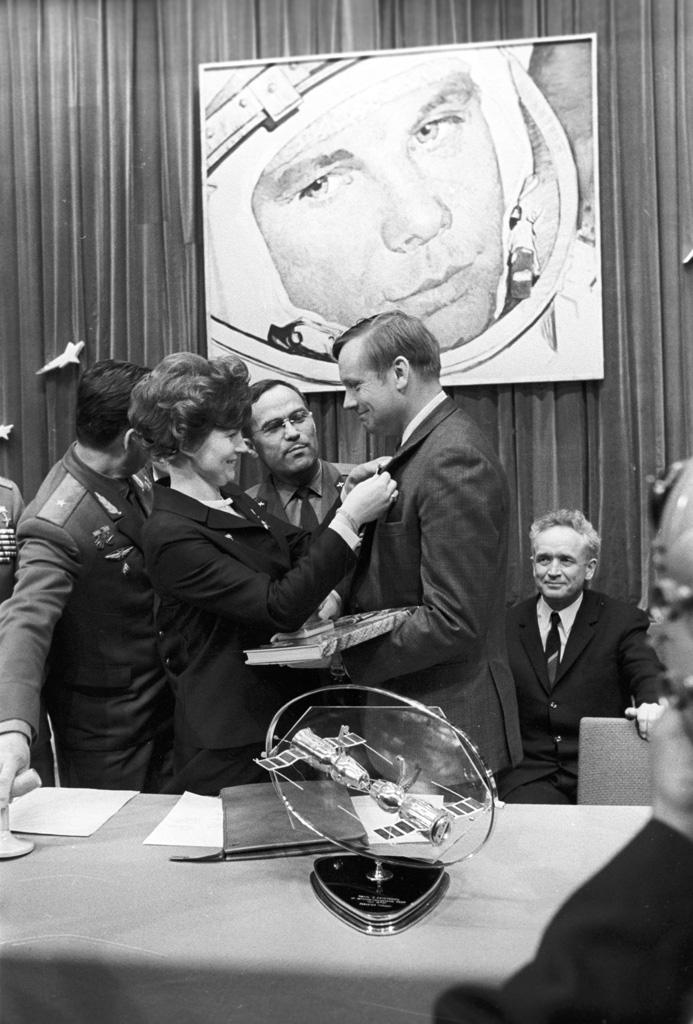
Armstrong e Valentina Tereškova, la prima donna nello spazio, in Unione Sovietica nel 1970

Armstrong ricevette in vita molte onorificenze e riconoscimenti, come la Medaglia presidenziale della libertà, la Congressional Space Medal of Honor e la Medaglia d'oro del Congresso. Il cratere lunare Armstrong, che si trova a circa 50 km dal sito di allunaggio dell'Apollo 11, e l'asteroide 6469 Armstrong furono battezzati così in suo onore. Fu inserito nella Aerospace Walk of Honor e nella United States Astronaut Hall of Fame, e insieme con i suoi compagni dell'Apollo 11 ricevette nel 1999 la Langley Gold Medal dallo Smithsonian Institution. Nel 1971 fu insignito dello Sylvanus Thayer Award dall'accademia militare di West Point per il servizio reso alla Nazione.
Negli Stati Uniti, così come nel resto del mondo, ci sono varie strade, scuole ed edifici a lui intitolati; tra questi, la nuova ala di Ingegneria della Purdue University, intitolata Neil Armstrong Hall of Engineering nel 2007, al termine della sua costruzione; il Neil Armstrong Air and Space Museum a Wapakoneta, sua città natale, e l'aeroporto di New Knoxville in Ohio, dove prese la sua prima lezione di volo. Nel 1969 il cantautore John Stewart aveva registrato la canzone Armstrong in omaggio all'astronauta e al suo primo passo sulla Luna.

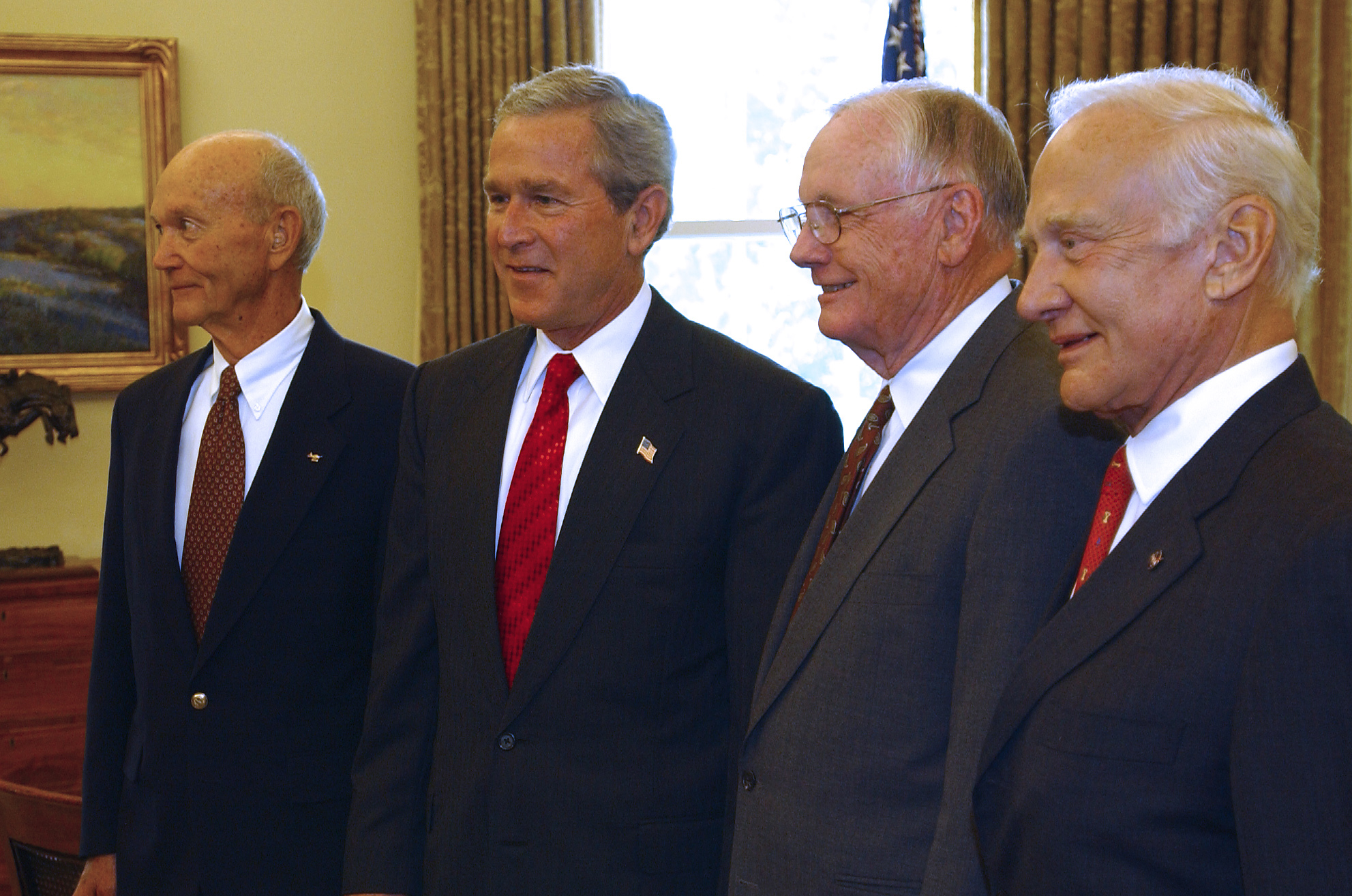
Michael Collins, George W. Bush, Neil Armstrong, e Buzz Aldrin durante le celebrazioni del 35º anniversario del volo della Apollo 11, il 21 luglio 2004

La biografia autorizzata di Armstrong, First Man: The Life of Neil A. Armstrong, è stata pubblicata nel 2005, dopo che per molti anni l'astronauta aveva rifiutato varie proposte da diversi biografi, quali Stephen Ambrose e James Albert Michener. Scelse James R. Hansen come suo biografo ufficiale dopo aver letto alcuni suoi lavori.
La stampa domandò spesso ad Armstrong quale fosse la sua visione del futuro dell'esplorazione spaziale. Nel 2005 disse che una missione con equipaggio verso Marte sarebbe stata più semplice rispetto a quanto lo era stato il programma Apollo negli anni sessanta.
Nel 2010 criticò fortemente la decisione statunitense di abbandonare il progetto del vettore Ares I e della successiva cancellazione del Programma Constellation che avrebbe portato di nuovo l'uomo sulla Luna. In una lettera aperta al pubblico sottoscritta anche dai veterani del Programma Apollo Jim Lovell e Eugene Cernan, scrisse «Per gli Stati Uniti, la nazione che di gran lunga ha dominato la corsa allo spazio per quasi mezzo secolo, l'essere priva di un vettore proprio per accedere all'orbita terrestre bassa e l'assenza di alcuna capacità di portare esseri umani oltre le orbite circumterrestri per un periodo di tempo indeterminato nel futuro, destineranno la nostra nazione a diventare di secondo o anche di terzo livello».
Nel 2018, Josh Singer ha adattato la biografia ufficiale dell'astronauta nel film biografico First Man - Il primo uomo (First Man), diretto da Damien Chazelle. Armstrong è interpretato da Ryan Gosling.

## Onorificenze

Neil Armstrong e Michael Collins sono decorati dal governo brasiliano, 1969. Archivio Nazionale del Brasile